# The Story with Martha MacCallum
The Story with Martha MacCallum é um telejornal estadunidense apresentado por Martha MacCallum desde 9 de janeiro de 2017 no canal Fox News.

## História
O programa estreou sob o título The First 100 Days, com a premissa de relatar a transição presidencial e o início do governo de Donald Trump. O programa foi renomeado para refletir o final dos primeiros cem dias do governo Trump em 1º de maio de 2017, agora com foco em um formato de notícias mais amplo, com análise e entrevistas.
The Story with Martha MacCallum é transmitido do Studio F na Avenida 1211 das Américas (também conhecido como News Corp. Building), em Nova York.

## Audiência
No primeiro mês que foi ao ar, o programa teve uma média de 3,5 milhões de espectadores, um aumento de 79% em comparação com On the Record com Greta Van Susteren, que havia ocupado o mesmo período do ano anterior. Desde então, o programa teve uma média de aproximadamente três milhões de espectadores.